# Langemark

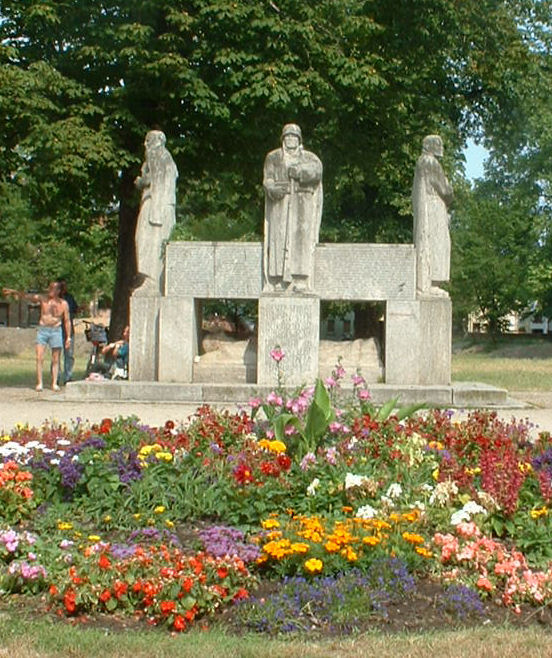
Monument över Langemark

Langemark är en ort i den belgiska provinsen Västflandern, och ligger i kommunen Langemark-Poelkapelle. 
Langemark blev känt under första världskriget som en del av den tyska krigspropagandan.
I början av första världskriget förlorade den tyska armén ett stort antal soldater under slaget i Flandern hösten 1914. För att få bort fokus på de stora förlusterna skapades vad som blivit känt som Mythos von Langemarck. Istället för de egentliga krigsskådeplatserna Noordschote och Bikschote angav Oberste Heeresleitung Langemark stavat Langemarck som plats för ett slag. Soldaternas insats utmålades av krigsledningen som ansvariga patriotiska hjältedåd och gav upphov till Mythos von Langemarck som senare även kom att användas av den nazistiska krigspropagandan.
31 maj 1943 gavs en flamländsk enhet inom Waffen-SS namnet Langemarck.
Men Langemark, stavat på rätt sätt, var faktiskt slagfält även efter 1914, nämligen under en brittisk offensiv i augusti 1917. Den unge, tyske expressionistiske målaren Wilhelm Morgner, som hade överlevt kriget i tre år, stupade här då.